# Brasil (Manhattan-Transfer-Album)
Brasil ist ein Jazz-Album der Gruppe The Manhattan Transfer, das am 15. November 1987 bei Atlantic Records  veröffentlicht wurde.

## Hintergrund
Das Album war ein neuer Ausflug der Gruppe in die brasilianische Musik. Das Album zeichnet sich durch eine Mischung brasilianischer Rhythmen mit dem markanten Gesang von The Manhattan Transfer und Einflüssen aus amerikanischen Jazz und Pop aus.
Die Gruppe arbeitete mit bekannten brasilianischen Interpreten und Song-Schreibern wie Ivan Lins, Milton Nascimento, Djavan und Gilberto Gil zusammen. Sie verwendeten bekannte Songs und Jazzstandards dieser Künstler und gaben ihnen nicht nur ihre eigene, typische Prägung, sondern überwiegend auch neue, englische Texte. Die neuen Texte folgen nicht vor allem dem Inhalt des Originals, sondern mehr der Musikalität der Sprache. Die vordergründige Textbedeutung tritt dabei in den Hintergrund, wie beispielhaft in dem dadaistisch wirkenden Text von Soul Food to Go, geschrieben von Doug Fieger von der Gruppe The Knack. In So you say imitiert der englische Text sogar ganz offensichtlich den Klang des portugiesischen Originals:
| Esquinas - Djavan                                | So you say                                                   |
| ------------------------------------------------ | ------------------------------------------------------------ |
| Só eu sei As esquinas por que passei Só eu sei … | So you say It's a feeling I'll get over someday So you say … |

Das Album enthält fünf Stücke von Djavan, der bei Soul Food to Go und Capim auch als Sänger auftrat. Manhattan Transfer gewann noch weitere bekannte Künstler aus Brasilien: in  Capim wird das Tenorsaxophonsolo von Stan Getz gespielt, die Gruppe Uakti tritt als Gast bei Agua und Notes From The Underground auf, der Komponist von Jungle Pioneer, Milton Nascimento, ist bei diesem Stück als Gastsänger beteiligt.

## Erfolge
Das Album wurde mit dem Grammy in der Kategorie Beste Darbietung eines Duos oder einer Gruppe mit Gesang ausgezeichnet.  Das Lied Soul Food to Go erreichte Platz 25 der Billboard Top Adult Contemporary Charts. Richard Ginell wertete das Album bei allmusic.com als „eines ihren größten Leistungen, gleich neben Extensions und Vocalese.“

## Titelliste
| Titel                      | Komponist                       | Originaltitel            |      |
| -------------------------- | ------------------------------- | ------------------------ | ---- |
| Soul Food to Go            | Djavan                          | Sina                     | 5:08 |
| The Zoo Blues              | Djavan                          | Asa                      | 3:55 |
| So You Say                 | Djavan                          | Esquinas                 | 4:47 |
| Capim                      | Djavan                          | Capim                    | 4:58 |
| Metropolis                 | Ivan Lins/Vitor Martins         | Arlequim Desconhecido    | 4:15 |
| Hear the Voices            | Gilberto Gil                    | Bahia De Todas As Contas | 4:06 |
| Agua                       | Djavan                          | Agua                     | 5:08 |
| The Jungle Pioneer         | Milton Nascimento/Marcio Borges | Viola Violar             | 3:30 |
| Notes from the Underground | Ivan Lins/Vitor Martins         | Antes Que Seja Tarde     | 5:45 |